# Il tempio dell’eternità
Il tempio dell’Eternità (auch: Enea negli Elisi; deutsch: „Der Tempel der Ewigkeit“ bzw. „Aeneas im Elysion“) ist ein Libretto zu einer festa teatrale in einem Akt von Pietro Metastasio. Erstmals aufgeführt wurde es in der Vertonung von Johann Joseph Fux am 28. August 1731 zur Feier des Geburtstags der Kaiserin Elisabeth, der Gemahlin Karls VI. in Wien.

## Handlung

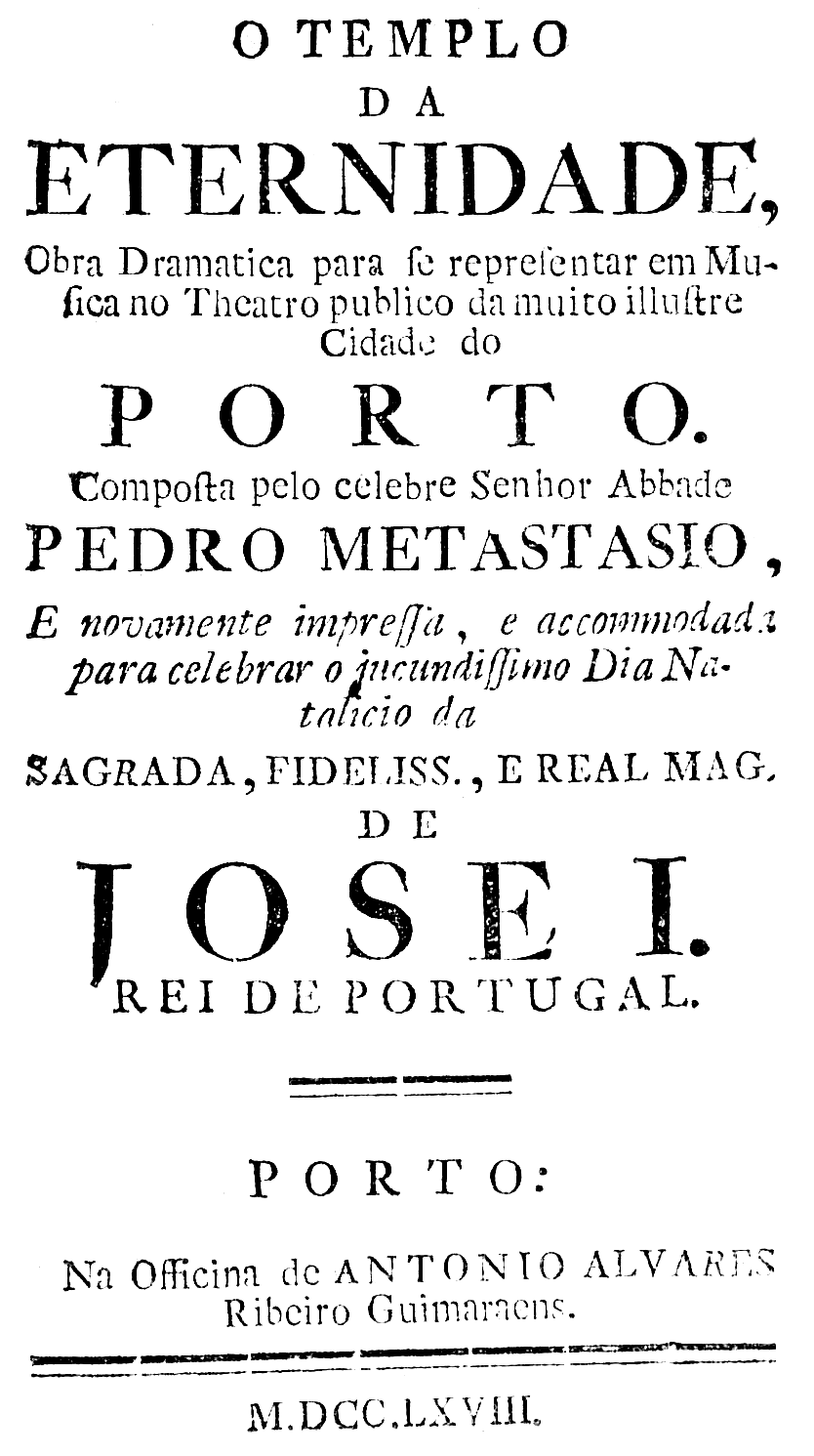
Portugiesisches Titelblatt des Librettos, anonyme Vertonung, Porto 1768

Diese Serenata besteht primär aus Lobpreisungen auf die österreichischen Kaiserin Elisabeth Christine, die hier „Elisa“ genannt wird. Sie sind in eine Rahmenhandlung eingebettet, in der der Trojaner Aeneas zusammen mit der Sibylle Deiphobe in die Elysischen Felder der Unterwelt hinabsteigt, um seinen verstorbenen Vater Anchises zu suchen. Vor dem dortigen Tempel der Ewigkeit trifft er auf die allegorischen Figuren der „Ewigkeit“, des „Ruhms“, der „Tugend“ und der „Zeit“, die sich über die Vorzüge Elisas unterhalten.

“Enea trojano, figliuolo d’ Anchise, avendo dopo la distrusion della Patria perduto il padre nell viaggio prescrittogli dall’ oracolo d’ Apollo, pervenne in Cuma; donde con la Sibilla Deifobe discese agle Elisi a rivedere e consultare l’ ombra del padre.
Negli Elisi suddetti si figura il Tempio dell Eternità, descritto da Claudiana nel II. libro delle Lodi di Stilicone, e situato dal medesimo in parte remota, ed inaccessibile a’mortali.
L’azione della Festa sarà L’adempimento del tenero desiderio di Enea di rivedere il padre: e tutto ciò ch’ egli vede ed ascolta in tale occasione, serve opportunamente per celebrare il felicissimo giorno natalizio d’Augusta.”

„Nachdem der aus der Heimat vertriebene Trojaner Aeneas, der Sohn des Anchises, auf der Reise seinen Vater verloren hatte, kam er wie vom Orakel Apollos prophezeit in Cumae an; dort stieg er mit der Sibylle Deiphobe in die Elysischen Felder hinab, um den Schatten seines Vaters wiederzusehen und um Rat zu fragen.
Im Elysium befindet sich der von Claudian im zweiten Buch des Stilico beschriebene Tempel der Ewigkeit an einem abgelegenen und für Sterbliche unzugänglichen Ort.
Die Festa wird von der Erfüllung des zärtlichen Wunsches Aeneas’ handeln, den Vater wiederzusehen; und alles, was er bei dieser Gelegenheit sieht und hört, ist geeignet, den glücklichen Geburtstag Augustas zu feiern.“

Das Huldigungsthema zeigt sich nicht gleich zu Beginn des Werks, sondern wird erst als Überraschungseffekt im Verlauf der Handlung offenbar. Zu Beginn gibt es eine Einleitungsszene, die dem traditionellen Prolog entspricht, hier jedoch nicht explizit als solcher bezeichnet wird. Sie enthält verschiedene Anspielungen an die Hauptwerke von Vergil, Dante Alighieri und Ludovico Ariosto und stellt einen kleinen dunklen Wald dar – analog zur „selva oscura“ in Dantes Göttlicher Komödie. Durch diesen Wald führen zwei Wege: ein heller zu den Elysischen Feldern und ein düsterer, der in die wie bei Dante mit „Dite“ bezeichnete Hölle führt. Zwischen beiden Wegen steht eine buschige Ulme – laut Vergil der Sitz der Träume –, in der monströse Traumbilder zu sehen sind. Aeneas’ Führerin Deiphobe erklärt ihm die Natur des Baumes mit Worten, die an Beschreibungen in Ariostos Rasendem Roland und an das sechste Buch von Vergils Aeneis erinnern. Der Zugang zu beiden Wegen wird von allegorischen Figuren bewacht, die in der Folge in moralisierendem Ton diskutieren. Auf Rat Deiphobes legt Aeneas den „Zweig des tödlichen Goldes“ („L’aureo ramo fatale“) in die Ulme, um sich so an Hekate, der Göttin der Magie, zu wenden. Es wird dunkel, und nach einem Sturm und einem Erdbeben weicht die Szene einer morgendlichen Landschaft.
Die Elysischen Felder erscheinen mit dem vom spätantiken lateinischen Dichter Claudian beschriebenen Tempel der Ewigkeit. Dieser wird von transparenten Säulen gestützt und ist mit Statuen der berühmtesten Helden und Heldinnen der Antike ausgestattet. In der Mitte sitzt die „Ewigkeit“, an ihren Seiten die „Tugend“ und der „Ruhm“, etwas niedriger die „Zeit“, und an beiden Enden die mit Lorbeer gekrönten Schatten der Sänger Linos und Orpheus mit ihren Zithern. In diesem Moment offenbart sich das feierliche Thema der Handlung. Linos erklärt, dass sich die Halbgötter und Allegorien hier versammelt haben, um die Tugenden der „schönsten Seele“ („l’alma più bella“) zu feiern. Die Rahmenhandlung wird nun für längere Zeit zugunsten der Huldigungen an Elisa aufgegeben. Deiphobe fordert Aeneas auf, sich zu setzen, zu schweigen und zu beobachten. Die beiden fungieren nur noch als Zuschauer in einem Theater innerhalb des Theaters. Aeneas dient dabei als Symbol für den Kaiser, der gewissermaßen persönlich an der Feier für seine Gattin mitwirkt. Das Lob der Elisa kreist zunächst um das Thema des Ablaufens der Zeit und seinen Folgen, dem Altern und dem Vergessen. Die „Ewigkeit“ preist die Tugenden Elisas und betont dabei speziell die festen und dauerhaften Tugenden im Vergleich zu den lauten und oberflächlichen – möglicherweise eine Anspielung an die Persönlichkeit der Kaiserin, die mehr an familiären Freuden und an der Musik als am Zurschaustellen von brillanten Ideen interessiert war. Um das Publikum nicht durch ein Übermaß an Tugend zu langweilen, entgegnet die „Zeit“, dass die Antike bereits genug Helden geliefert habe, die in der Erinnerung fortleben. Das würde sie daran hindern, ihre Aufgabe zu erfüllen, eine ebenso perfekte Seele ins Leben zu rufen.
Die „Ewigkeit“ unterbricht das Gespräch nach einer Weile, um auf eine Erscheinung im Himmel hinzuweisen: Eine Wolkengruppe dehnt sich allmählich aus. Auf einer Seite erscheint die Göttin Venus in einer großen Muschelschale, die von Tauben mit Zügeln aus Rosen gezogen wird. Von der anderen Seite kommen die drei Grazien und scherzende Amoretten. Die Szene wird von Sternen beleuchtet, in dessen größtem und hellstem das Bild der Kaiserin erscheint. Einen solch aufwändigen Effekt der Bühnenmaschinerie setzte Metastasio in keinem anderen seiner Gelegenheitswerke vor 1760 ein. Die Kaiserin erscheint hier in vollem Pomp – im offensichtlichen Gegensatz zu den Qualitäten von Maß und Bescheidenheit, die ihr zuvor von der „Tugend“ zugeschrieben worden waren.
Der Rest dieses Abschnitts der festa teatrale dient direkt dem Lobpreis der Königin und ihrer Familie. Aeneas erhält nur kurz das Wort, indem er Deiphobe fragt, ob er die Erscheinung aus der Nähe sehen könne. Sie weist ihn jedoch zurecht und fordert ihn auf, zu schweigen und zuzuhören – eine weitere Anspielung an die Göttliche Komödie, in der sich der Führer des Hauptcharakters ebenfalls gelegentlich weigert, auf Fragen zu antworten, die ihm verfrüht erscheinen. Die „Tugend“, die „Ewigkeit“ und der „Ruhm“ spotten über die „Zeit“, die angesichts der Erscheinung die Sprache verloren habe wie ein Löwe vor dem Licht einer Fackel. Schließlich schlägt die „Zeit“ vor, den bisherigen Streit durch einen neuen zu ersetzen: Alle vier sollen dabei helfen, diese unvergleichliche Seele zu vervollkommnen. Dazu müsse man zunächst den geeignetsten Ort für ihre Geburt ermitteln. Nach diversen Vorschlägen wie den Gärten des Atlas, Thessalien, Kreta oder Delos unterbricht die „Ewigkeit“ das Gespräch und erklärt, dass dieser Platz bereits gefunden sei: er befinde sich bei den Deutschen. Die vier Allegorien ergreifen nacheinander das Wort, um Österreich in Gestalt seines Volkes und seines Kaisers zu preisen. Dabei beschreiben sie die Entwicklung der deutschen Zivilisation von der nomadischen Lebensweise der Germanen bis zum Kaiserreich und der Amtsübernahme von Elisas Gatten Karls VI. Besonders hervorgehoben werden die kriegerischen Eigenschaften der Germanen – ähnlich wie Tacitus in seiner Beschreibung der germanischen Frauen in Germania. Dieses Bild wird in der letzten Arie der „Tugend“ wieder aufgenommen. Die „Zeit“ verweist darauf, wie die deutschen Wälder durch stolze Städte ersetzt wurden, bevor sie ein Lob auf die Landwirtschaft und den österreichischen Wein ausspricht. Der auffälligste Teil ihrer Rede ist jedoch ein Lob auf den deutschen Winter, in der der Dichter beschreibt, wie der menschliche Geist die Härte der Natur überwindet. Nachdem der „Ruhm“ erneut die militärischen Leistungen der Österreicher gepriesen hat, fährt die „Ewigkeit“ mit einem Lob auf die Tugenden Karls VI. zu Friedens- und Kriegszeiten fort. Überraschenderweise fordert sie nun jedoch Elisa auf, den kriegerischen Eifer des Kaisers zu dämpfen – so wie Venus es bei Mars tue. Dabei handelt es sich um eine Anspielung auf die Schwierigkeiten des Monarchen, von den europäischen Mächten die Anerkennung der Pragmatischen Sanktion von 1713 zu erhalten, die schließlich zum Österreichischen Erbfolgekrieg führen sollten. Zudem musste Karl VI. Österreich gegen die Türken verteidigen.
Nach einem Chor, der erneut die Kaiserin preist, wird schließlich der Handlungsfaden von Aeneas’ Reise wieder aufgenommen. Eine Gruppe toter Helden erscheint, die als Echo auf den vorausgegangenen Chor Aeneas rühmen. Unter ihnen befindet sich sein Vater Anchises. Diese Begegnung unterscheidet sich von der Vorlage Vergils. Während in der Aeneis Anchises seinem Sohn wegen seines andauernden Aufenthalts bei Dido in Karthago Vorhaltungen macht, kommt er hier den Entschuldigungen Aeneas’ zuvor: Sofern die Liebe nicht in Schwäche umschlage, sondern im Einklang mit der Tugend stehe, könne man ihr keine Schuld geben. Anschließend verbindet Deiphobe die Suche des Aeneas mit dem Anlass der Feier. Sie erklärt, dass die Wiedervereinigung mit seinem Vater auf diesen Tag aufgeschoben worden war, damit Aeneas den „Ruhm seines Nachfahren“ („di sua progenie i fasti“) sehen könne. Aeneas ist also Vorfahre Karls VI. oder – in den Worten Anchises – die Quelle, aus der ein großer Strom wie die Donau entspringt, dessen unaufhaltsamer Lauf die Ufer überschreiten und die Provinzen überfluten werde. Aeneas bedauert, nicht wie die Schlange nach ihrer Häutung oder der Phoenix aus der Asche zur Zeit Karls wiedergeboren werden zu können. Die festa teatrale endet mit einem letzten Lobeschor auf Elisa.

## Geschichte
Die festa teatrale Il tempio dell’Eternità ist nach dem Oratorium Sant’Elena al Calvario Metastasios zweites im Amt als Hofdichter in Wien geschriebenes Libretto. Er schrieb sie zur Feier des Geburtstags der Kaiserin Elisabeth, der Gemahlin Karls VI. Die Aufführung fand am 28. August 1731 im Favorita-Garten statt – mit einem aufwändigen Bühnenbild von Giuseppe Galli da Bibiena. Als Solisten wurden Mitglieder der Kaiserlichen Hofkapelle eingesetzt: der Altkastrat Gaetano Orsini (Aeneas), der Soprankastrat Domenico Genovesi (die „Ewigkeit“), die Sopranistinnen Regina Schoonjans (Deifobe), Theresia Holtzhauser (der „Ruhm“) und Anna Schnautz (die „Tugend“), sowie der Bass Christoph Praun (die „Zeit“). Außerdem wirkten die Tenöre Gaetano Borghi (Schatten von Anchises) und Christian Peyer (Schatten von Orpheus) und der Altkastrat Giovanni Greco (Schatten von Linos) mit.

## Gestaltung
Verglichen mit seinen anderen Huldigungswerken ist dieser Text auffallend lang und komplex. Er enthält viele künstlerische und kulturelle Anspielungen und verbindet die Qualitäten der alten griechischen und lateinischen Autoren mit denen von Dante Alighieri (Göttliche Komödie), Ludovico Ariosto (Der rasende Roland) und Torquato Tasso (Das befreite Jerusalem). Auch das Aeneas-Thema, mit dem Metastasio 1724 in Didone abbandonata seinen Ruhm begründet hatte, wird hier wieder aufgenommen. Die Rahmenhandlung wird durch den offenkundigen Symbolismus von „Elisa“ (Elisabeth) und „Elisi“ (Elysion) mit dem Anlass der Geburtstagsfeier der Kaiserin verknüpft, die gleichsam als Herrscherin der Elysischen Felder dargestellt wird. Die aufwändige Inszenierung steht in der Tradition der barocken „Festa“ seiner Amtsvorgänger Francesco Sbarra, Nicolò Minato und Pietro Pariati und wird noch einmal zu höchster Perfektion gebracht. Die dabei aufgeführte Vertonung des Hofkomponisten Johann Joseph Fux ist dessen letzte Oper. Da sich auch Metastasio in seinen folgenden Serenaten formal weiterentwickelte, wirkt sie wie ein Abschied von der alten Form der höfischen Feier. Metastasio ergänzte hier eine Scheinhandlung, um das Lob auf die Herrscherin glaubwürdig zu beleben. Zudem verzichtete er auf das Schema des Wettstreits zwischen Göttern, das er zuvor in La contesa de’ numi angewandt hatte und in den meisten Serenaten der Jahre 1730–40 wiederaufnehmen sollte.

## Vertonungen
Folgende Komponisten vertonten dieses Libretto:
| Komponist         | Uraufführung                             | Aufführungsort | Anmerkungen |
| ----------------- | ---------------------------------------- | -------------- | --- |
| Johann Joseph Fux | 28. August 1731, Theater in der Favorita | Wien           | „festa teatrale“, auch als Enea negli Elisi; K 318                                                                                |
| anonym            | 1768, Teatro Pubblico                    | Porto          | „componimento drammatico“ zur Geburtstagsfeier des portugiesischen Königs Joseph I.                                               |
| Giuseppe Sarti    | Januar 1772, Det Kongelige Teater        | Kopenhagen     | „festa teatrale“ zur Geburtstagsfeier des dänischen Königs Christian VII.; der University of Western Ontario zufolge bereits 1771 |
| Josef Mysliveček  | 1777                                     | München        | als Enea negli Elisi; verloren, lediglich in einem Brief von Mozart erwähnt                                                       |
| Giovanni Liverati | 1810, Palais Lobkowitz                   | Wien           | als „allegorische Oper“ Il tempio d’eternità                                                                                      |

## Aufnahmen und Aufführungen in neuerer Zeit
Die Vertonung von Johann Joseph Fux hat durch die Verwendung der obligaten Trompete als einzigem Soloinstrument eine gewisse Bekanntheit erlangt. Die Sopran-Arie Chi nel camin d’onore ist in verschiedenen Notenausgaben mit Trompetenmusik erhältlich und wird gelegentlich aufgeführt.

## Digitalisate
1. ↑  Digitalisat des Librettos bei Google Books.
2. ↑  Libretto (italienisch/portugiesisch)  der Oper von anonym, Porto 1768. Digitalisat im Corago-Informationssystem der Universität Bologna.